# Zörbig
Zörbig település Németországban, azon belül Szász-Anhalt tartományban. Lakosainak száma 9086 fő (2023. december 31.).

## Népesség
A település népességének változása:
| Lakosok száma | 9311 | 9216 | 9139 | 9153 | 9086 |
|               | 2017 | 2019 | 2021 | 2022 | 2023 |

## Híres emberek
- Itt született August Gottlieb Richter német író, orvos, sebész (1742–1812)